# Acontius aculeatus
Espèce
Synonymes
- Aporoptychus aculeatus Simon, 1903

Acontius aculeatus est une espèce d'araignées mygalomorphes de la famille des Cyrtaucheniidae.

## Distribution
Cette espèce est endémique de Guinée équatoriale.

## Publication originale
- Simon, 1903 : Arachnides de la Guinée espagnole. Memorias de la Real Sociedad Espanola de Historia Natural, vol. 1, no 3, p. 65-124 (texte intégral).